# ザッハーク
ザッハーク（ضحّاک, Zahhāk）は、ペルシアの叙事詩『シャー・ナーメ』などに登場する、両肩に蛇を生やした王である。

## 『シャー・ナーメ』

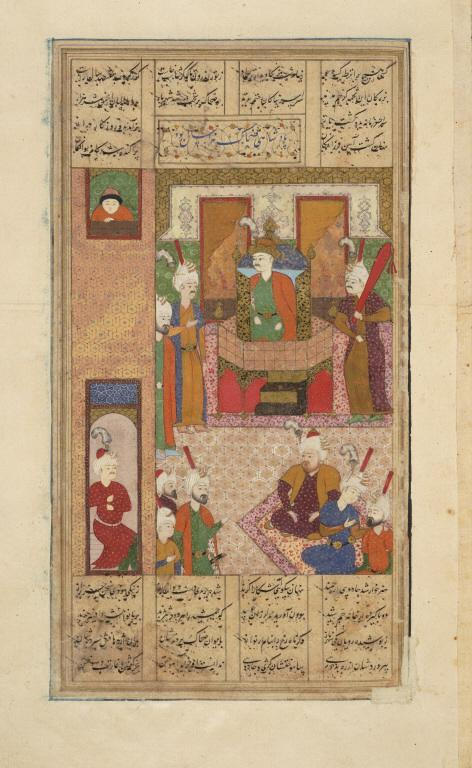
ザッハークの即位。

『シャー・ナーメ』においては、王ジャムシードが死ぬまでが第4章、ザッハークの邪悪な統治とその終焉までが第5章である。
アラビアの砂漠の中にある国の王マルダースは、善き王として人々に信頼されていた。その息子ザッハークは、剛勇だが無思慮であった。ザッハークは、1万頭ものアラビア馬を持っていたので、パフラビー語で「1万」を意味するペイヴァルアスプとも呼ばれていた。また、権力を求めていたがゆえに、ほとんどの時間を馬上で過ごしていた。
ある時、世の中の平和をかき乱さんとする悪霊イブリースは、このザッハークに近づき、マルダースを弑して王位を簒奪するようそそのかした。ザッハークは父のマルダースの身を思って殺害を拒んだが、悪霊の誘惑に負け、悪霊はマルダースを落とし穴に落として殺した。こうしてザッハークは王となった。
イブリースは若者の姿に変身すると、王となったザッハークの元を訪れ、自分を給仕として雇ってもらった。この給仕は、それまで人々があまり食べなかった動物の肉を美味しく料理し、毎日異なる献立で王に提供した。ザッハークはこれらの料理を気に入り、4日目には給仕を呼んで、望むものを褒美として与えると告げた。給仕が望んだのはザッハークの両肩への口付けであった。肩に口付けたとたんに給仕の姿が消え、直後に、悪霊の呪いによってザッハークの両肩から2匹の黒い蛇が生えてきた。それは切っても切っても次々生えてくる蛇であった。国中から医者が呼ばれたが誰も蛇を無害化することができない。再びイブリースが、今度は医者に変身して王の前に現れ、「その蛇に毎日2人の人間の脳味噌を喰らわせて養ううちに蛇が死ぬだろう」と助言した。もはやそのようにするしかなかった。
その頃、近隣の国イランの支配者であるジャムシードは、暴君ゆえについに国民に離反されていた。イランの兵士の一部がザッハークの元に来て、彼を王として迎えたい旨を訴えた。ザッハークはアラブとイランの兵士達をまとめてジャムシードを追い、100年の後についにシナ（中国）の海岸においてジャムシードに鋸を振り下ろし、その700年の治世を終わらせた。
ザッハークはジャムシードの領土を得、民衆に歓迎されたが、やがて彼が支配下に置いた国は暗黒と絶望の国家へと変貌する。なぜなら肩の蛇に人の脳味噌を餌として与えるべく、毎日2人の若者が捧げられたからである。ザッハークはまた、ジャムシードの王女であるシャフルナーズとアルナワーズを自分の元に置いた。こうしてザッハークは、続く千年の間、イランを統治する。ある時から、蛇の餌を作る役目に就いた2人のペルシア人男性が、家畜の脳を餌に混ぜることで、犠牲に選ばれた若者の一部を助けるようになった。こうして助かった若者達は砂漠に逃れたが、その子孫がクルド人だという。
ある時ザッハークは、やがて現れる英雄フェリドゥーン（ファリードゥーンとも）によって自分の支配に終止符を打たれる夢を見た。ザッハークは国中にフェリドゥーンを探し出して捕らえるようにとの命令を出した。ザッハークは間もなくフェリドゥーンの父を捕らえて処刑し、幼いフェリドゥーンに乳を与えた牝牛も見つけ出すと周囲の動物ごと殺した。成長したフェリドゥーンは母からこれらの事を教えられ、復讐を決意しその時を待った。やがて、多くの息子達の命をザッハークに奪われた鍛冶屋のカーヴェが、王に反逆の意志を表し、大勢の人々を集めてフェリドゥーンの元に現れた。フェリドゥーンは人々を率いて出陣した。ザッハークの居城に進撃した際、ザッハークは不在だったが、ジャムシードの2人の王女を助け出すことができた。遠征先にいたザッハークはこの事態を知らされ、かつての夢を思い出した。
ザッハークは急いで国に戻ったが、国民は皆フェリドゥーンに味方し、ザッハークを攻撃してきた。間もなくザッハークはフェリドゥーンと相まみえたが、シャフルナーズらがフェリドゥーンに寄り添っているのを見て嫉妬にかられた。ザッハークとフェリドゥーンの一騎討ちは、フェリドゥーンが鍛冶屋に作らせた牛頭の矛によってフェリドゥーンの勝利となった。フェリドゥーンはザッハークを殺そうとしたが、天使ソルーシュ（スラオシャ）に「その時にあらず」と制止された。ザッハークは捕縛され、国民からの罵声を浴びつつ、ダマーヴァンド山近くのシールハーンまで連れて行かれた。そこでフェリドゥーンが再びザッハークを殺そうとしたが、またもソルーシュに遮られた。ザッハークは、ソルーシュの助言に従ったフェリドゥーンの手でダマーヴァンド山に幽閉された。ザッハークの心臓からは血が滴り落ち続けたという。

## アジ・ダハーカとの関係
ザッハークの原型は、バビロン生まれの人物とも言われている。彼は魔術を習ううちに次第に竜のような顔つきになってきた。父親が心配して魔術の習得を禁じたところ、師である鬼が、魔術をさらに習いたければ父親を殺害せよと促した。彼は父を殺し、その後はエジュダハーと呼ばれた。エジュダハーはアヴェスタ語のアジ・ダハーカに由来する名である。この名をアラブ人がアズダハーグと呼び、さらにアラビア語化されるとザッハークとなって、その竜または大蛇の称号となったという。後期ゾロアスター教の教典の一つ『ブンダヒシュン』にもアジ・ダハーカが登場し、メソポタミアに関係するとされている。
アジ・ダハーカと『シャー・ナーメ』でのザッハークの出自の違いについて、カーティスの説明によれば、アラブ人からの支配を受けているイラン人の悪感情がザッハークに反映されている可能性があるという。
ザッハーク本人と両肩から生えた2匹の黒い蛇という姿は、古代イランの聖典『アヴェスター』中の「ザームヤズド・ヤシュト」などに登場する三口三頭六目の邪竜アジ・ダハーカの化身となったことを意味する。
世界の終末の時にザッハークは本性たるアジ・ダハーカとしてよみがえることが約束されている。解き放たれた暗黒竜は人・動物の3分の1を貪るという。しかし神話的英雄であるガルシャースプに倒され最終的には殺される運命にあるとされている。

## 現代にみられるザッハーク
1979年に起きたイラン革命では、欧米化・近代化を推し進めたパハレヴィー（パフラヴィー）国王の独裁的な政治に反発した国民がパハレヴィー王朝を倒した。この時革命側がまちなかに貼ったポスターに描かれたパハレヴィー国王は、ザッハークを模した、両肩から蛇を生やした姿であったという。